# ناصر أحمد الرفاعي
ناصر أحمد الرفاعي  ( Listen ⓘ؛ من مواليد 16 فبراير 1960)  هو سياسي نيجيري شغل منصب حاكم ولاية كادونا بين 2015 و 2023.  وكان قد شغل منصب وزير إقليم العاصمة الاتحادية من عام 2003 إلى عام 2007. كما شغل منصب مدير مكتب المؤسسات العامة.  ويعد عضوا مؤسسا لحزب المؤتمر التقدمي الحاكم في نيجيريا. وانتقل إلى الحزب الديمقراطي الاجتماعيفي في مارس 2025.